# Suyeong-gu
Suyeong-gu (koreanisch 수영구) ist einer der 16 Stadtteile von Busan und hat 177.428 Einwohner (Stand: 2019). Es handelt sich dabei um einen der zentralen Bezirke der Stadt. Der Bezirk grenzt im Uhrzeigersinn an die Stadtteile Yeonje-gu, Haeundae-gu und Nam-gu.

## Bezirke

Verwaltungseinheiten des Suyeong-gu

Suyeong-gu besteht nur aus fünf dong (Teilbezirke), wobei alle bis auf den Millak-dong und den Suyeong-dong in zwei oder vier weitere dong unterteilt sind. Somit verfügt der Bezirk insgesamt über zehn dong.
- Namcheon-dong (2 administrative dong)
- Suyeong-dong
- Mangmi-dong (2 administrative dong)
- Gwangan-dong (4 administrative dong)
- Millak-dong

## Verwaltung
Als Bezirksbürgermeister amtiert Kang Seong-tae (강성태). Er gehört der Mirae-tonghap-Partei an.